# NGC 6621
NGC 6621 is een spiraalvormig sterrenstelsel in het sterrenbeeld Draak. Het sterrenstelsel ligt ongeveer 300 miljoen lichtjaar van de Aarde verwijderd en werd op 2 juni 1885 ontdekt door de Amerikaanse astronoom Edward D. Swift. NGC 6621 interageert met NGC 6622.

## Synoniemen
- UGC 11175
- IRAS 18131+6820
- MCG 11-22-30
- KAZ 194
- ZWG 322.36
- 7ZW 778
- KCPG 534B
- VV 247
- Arp 81
- PGC 61582